# Jacopo I da Carrara
Jacopo o Giacomo I da Carrara, anomenat el Gran ( Gran ), va ser el fundador de la dinastia Carraresi que va governar Pàdua del 1318 al 1405. Va governar amb el consell dels principals ciutadans durant un govern caracteritzat per la unitat dins la ciutat.  Normalment se'l considera el primer senyor de Pàdua ( signore ), la seva elecció va marcar el pas de la commune ad singularem dominum (a un senyor únic), règim característic conegut com a signoria als contemporanis.
Jacopo, un güelf, va conduir els Paduans a la guerra contra Verona el 1311 per la disputada possessió de Vicenza . Com a resposta a l'amenaça dels gibelins i als continus feus interns, poc després del 25 de juliol de 1318 l'aristocràcia paduana va escollir Jacopo com a defensor, protector i governador a perpetuïtat.  L'elecció de Jacopo va ser deguda en part a una aliança entre les faccions gibelines i güelfes de Pàdua, i després de la seva elecció molts gibelins exiliats van tornar. Jacopo va enviar aquest any a l'exili el poeta Albertino Mussato, que s'oposava a la signoria i anhelava l'antiga comuna.  El 1319 el gibel·lí Cangrande I della Scala va assetjar Pàdua i va exigir l'abdicació de Jacopo a canvi de la pau. Jacopo va renunciar temporalment per salvar la ciutat; la signoria va ser transferida a Frederic el Bell, contendent pel Sacre Imperi Romanogermànic . Al final Jacopo va aconseguir evitar que Pàdua caigués en mans dels Scaligeri o dels Scrovegni .
Jacopo es va casar amb Anna, filla de Pietro Gradenigo, dux de Venècia i de Tomasina Morosini, la neboda de Tomasina Morosini . Anna li va donar una filla, Taddea, i va morir el 1321. Ell va morir l'any 1324 i va ser enterrat a l'església dels Eremitani de Pàdua. Taddea es va traslladar a Venècia a la mort del seu pare i allí es va casar amb el nebot de Cangrande, Mastino II della Scala, a l'església de San Giorgio Maggiore .